# Hans Kugler (Geograph)
Hans Kugler (* 23. August 1935 in Tetschen) ist ein deutscher Geograph und Sachbuchautor, der besonders im Bereich des südlichen Sachsen-Anhalt und Nordthüringens zu den Themen Physische Geographie, Landschaftsentwicklung und Quartärgeologie forschend tätig ist. 1974 habilitierte er sich an der Fakultät für Naturwissenschaften der Universität Halle-Wittenberg mit der Dissertation B zum Thema Das Georelief und seine kartographische Modellierung. Hans Kugler war an der Sektion Geographie der Universität Halle-Wittenberg als Professor tätig. Danach leitete er ein Büro für Landschafts- und Regionalplanung in Halle (Saale).

## Publikationen
- Unstruttal, Leipzig, VEB Bibliograph. Institut 1960 (= Städte und Landschaften, Heft 9)
- Die geomorphologische Reliefanalyse als Grundlage großmaßstäbiger geomorphologischer Kartierungen, in: Wissenschaftliche Veröffentlichungen des Deutschen Instituts für Länderkunde, Neue folge 21/22 (1964), S. 541–613
- Aufgaben, Grundsätze und methodische Wege für großmaßstabiges geomorphologisches Kartieren, in: Petermanns Geographische Mitteilungen 109 (1965), S. 241–257
- (Hrsg.): Relief und Naturraumkomplex, Wissenschaftliche Beiträge, Heft 45, Halle (Saale) 1979
- (Hrsg.): Prozessforschung und Ressourcenerkundung, Wissenschaftliche Beiträge, Heft 54, Halle (Saale) 1979
- Kyffhäuser Bad Frankenhausen, 1. Aufl. 1979, 2. Aufl. 1982/93, 3. Aufl. 1985, 4. Aufl. 1988
- Bad Sulza, Eckartsberga, Rastenberg, 4. Aufl., Berlin [u. a.] Tourist-Verlag, 1981
- Interpretation von Fernerkundungsdaten für geomorphologische Landschaftsanalyse, Dresden, Zentralstelle für das Hochschulfernstudium 1983 (= Geofernerkundung, Bd. 7)
- (mit Werner Schmidt und einem Autorenkollektiv): Geographische Landschaftsforschung in Agrarräumen und urbanen Räumen, Halle (Saale) 1985
- Das Gebiet an der unteren Unstrut, Akademie-Verlag, Berlin 1988, ISBN 3-05-000376-6 (= Werte unserer Heimat, Bd. 46)
- (mit Max Schwab und Konrad Billwitz): Allgemeine Geologie, Geomorphologie und Bodengeographie, 3. Aufl., Gotha, Haack Geograph.-Kartograph. Anstalt 1988 (= Studienbücherei Geographie für Lehrer, Bd. 4), ISBN 3-7301-0510-8
- Geographie. Lehrbuch für Klasse 9, 7. Auflage, Berlin, Volk und Wissen, 1990
- Geomorphologische Analyse und Untersuchung von Indikatoren zum Landschaftswandel im östlichen Harzvorland, Halle 1991
- Ziele und Aufgaben der Regionalentwicklung in der Südharzregion, in: Karstlandschaft Südharz, Landesamt für Umweltschutz Sachsen-Anhalt, 1998, S. 45–47.
- (mit Heiner Nagler und Szeffen Szekely): Kennzeichnung und Typisierung der Landschaftseinheiten Sachsen-Anhalts auf der Grundlage von Satellitendaten, in: Naturschutz im Land Sachsen-Anhalt, Halle, Landesamt für Umweltschutz Sachsen-Anhalt, Abt. Naturschutz, Bd. 39 (2002), S. 31–40, ISSN 0940-6638